# 全国U18女子セブンズラグビーフットボール大会
全国U18女子セブンズラグビーフットボール大会（ぜんこくU18じょしセブンズラグビーフットボールたいかい）は、2018年から毎年10月または11月に埼玉県熊谷市の熊谷ラグビー場で開催される18歳以下を対象にした女子7人制ラグビー大会である。

## 概説
第1回は2018年10月26日から28日にかけて熊谷ラグビー場にて行われた。この大会は「太陽生命ウィメンズセブンズシリーズ」に2019年度大会から高校生が参加できなくなることと、それまで4月に開催されてきた「全国高等学校選抜女子セブンズラグビーフットボール大会」（全国高等学校選抜ラグビーフットボール大会と併催）の開催時期の見直しを背景に創設されたものである。

## 歴代優勝チーム
| 回 | 年度   | 年度   | 優勝チーム      | 優勝チーム | スコア | 準優勝チーム   | 準優勝チーム | 備考  |
| -- | ------ | ------ | --------------- | ---------- | ------ | -------------- | ------------ | ----- |
| 1  | 2018年 | 2018年 | 石見智翠館(1)   | 島根       | 17－0  | 福岡レディース | 福岡         |       |
| 2  | 2019年 | 2019年 | 石見智翠館(2)   | 島根       | 36－0  | 関東学院六浦   | 神奈川       |       |
| 3  | 2020年 | 2020年 | 京都成章(1)     | 京都       | 34－14 | 関東学院六浦   | 神奈川       |       |
| 4  | 2021年 | 2021年 | 関東学院六浦(1) | 神奈川     | 17－7  | 石見智翠館     | 島根         |       |
| 5  | 2022年 | 2022年 | 石見智翠館(3)   | 島根       | 19－12 | 佐賀工業       | 佐賀         |       |
| 6  | 2023年 | 2023年 | 関東学院六浦(2) | 神奈川     | 21－0  | 京都成章       | 京都         |       |
| 7  | 2024年 | 2024年 | 関東学院六浦(3) | 神奈川     | 14－5  | 京都成章       | 京都         | [ 2 ] |
| 8  | 2025年 | 2025年 |                 |            | －     |                |              |       |